# 群選択
群選択説（ぐんせんたくせつ、group selection）とは、生物の進化に関する概念および理論の一つ。集団選択説、グループ選択説、群淘汰説などとも言う。以下の少しずつ異なる三つの概念に対して用いられる。
1. 生物は種の保存、維持、利益、繁栄のために行動する。あるいは生物の器官や行動はそのためにもっとも都合良くできていると言う概念。
2. 自然選択は種や群れの間にもっとも強く働く。従って「利他的な」振る舞いをする個体が多い集団は存続しやすい。(1)の行動の進化に関する理論。
3. 自然選択は生物の異なる階層で働くというマルチレベル選択説の一部。

種の保存、種の維持のためといった表現は広く見られるが、その概念は曖昧であり、理論的・実証的な根拠なしで用いられてきた。1と2をあわせて古典的な群選択、またはナイーブな（稚拙な、単純すぎる）群選択と呼ばれる。古典的な群選択は非常に限られた状況でしか起こらないことが分かっており、生物の行動を種の保存のためと説明するのは誤りである。種が存続しているのは個体が種のために尽くすからではなく、その種を構成する個体が存続している結果である。このような「種のため」という考えは自然選択の理解を滞らせたという意味で「群選択の誤り」と呼ばれる。現在でも支持されることがある（3）の群選択説は古典的な群選択とは異なる概念である。

## 適用例
この説は様々な人間や生物の習性・行動に対して用いられる。典型的な例は繁殖・交尾である。また一見はその個体にとって不利（その個体の生存と繁殖成功度を低下させる）と思われる行動を説明する方法としても多用される。これは種の絶滅を避けるための個体数調節であると説明されてきた。他に動物行動学における利他的行動がその代表的な例で、アリやハチなど社会性昆虫の不妊階級（働きアリ、働きバチ）の存在、ヒバリなどの擬傷行為をはじめとして多くの動物の親による子の保護、プレーリードッグなどの身を危険にさらしながらの見張り行為、チンパンジーやヒトの互助的な協力行動などがある。草食動物は肉食動物を養うために数が多い、あるいは肉食動物は草食動物が増えすぎないように存在するのだ、と言うような説明も群選択的である。
また、島嶼においては大型動物の小型化が見られる場合があり（島嶼化）、これも群選択で説明される場合があった。島嶼においては個体数が多いことは個体群の絶滅を避けるよい方法であり、それには個体の大きさは小さい方がよいが、個体が小さいことは同種個体間での競争力を低下させる可能性が高いと考えられていた。

## 学説の推移

### 群選択説の成立
動物の行動が「種の維持」を目的にしているという考えは、チャールズ・ダーウィンの以前から存在していた。ダーウィン自身は自然選択の主体は基本的に個体であると考えていた。ある種の生物が他の種の生物のためになるような特徴を進化させていたら自分の理論は崩壊するだろうと述べている。しかしたびたび「種の利益」という言葉も使っており、種の利益と個体の利益の区別が必要であると気付いていなかった。実際に個体の利益と種の利益が一致することはおおく、混同しても問題がない場合も多い。この考え方は、人が国家や社会に奉仕するのは生物学的根拠があるのだという主張の根拠としても用いられることがあり、社会進化論にも影響を与えたハーバート・スペンサーが種の起源以前に著した『社会静学』は古典的な群選択の概念に基づいている。ただし群選択説が社会進化論に影響を与えたのではなく、どちらも19世紀の全体主義的思想から影響を受けていると考えられる。
20世紀半ばになると、進化は「何かのため」のような目的論的な働き方をしないことが広く知られるようになった。そのため、「種の維持」という概念を機械論的に解釈し直す試みが行われた。初めて機械論的・体系的な理論として発表されたのは1962年、イギリス人の生物学者V.C. ウィン＝エドワーズの『社会行動と関連した動物の分散』である。ノーベル賞を受賞した動物行動学者コンラート・ローレンツらも賛同したためいっそう広く信じられるようになった。ローレンツは、『攻撃－悪の自然誌』で、攻撃力の高い肉食動物で個体間の競争が儀礼化された争いで決着し、実際に殺し合うことがまずないことを、互いに殺し合うようではその種の存続が危ぶまれるためとした。この時代に群選択説を疑問視していたのはロナルド・フィッシャー、J・B・S・ホールデンら一部の集団遺伝学者のみであった。
群選択説ではどのように種全体の状況を把握し、将来を設計するのか説明できず、また個体の形質がどの単位の利益を最大化しているか、「群れ」の定義も曖昧であった。群れを家族単位とすれば家族間では、つまり地域個体群内では競争があることになる。群れを地域個体群とすれば種内や亜種内では地域個体群同士の競争が起きていることになる。漠然とした「種のため」や「群れのため」という概念ではどの単位が「群れ」なのか説明していない。

### 血縁選択説の提唱
自然選択説に基づいて考えれば、群れ全体の利益に貢献するよりも、自分本位な行動をとる個体が生き延びそうなものである。ウィン＝エドワーズやローレンツが群選択説支持を明らかにしたのと同じ1960年代に、群選択説に疑問を持った進化生物学者デイビッド・ラック、G.C.ウィリアムズ、ジョン・メイナード＝スミスらは群選択説の論理的誤りを指摘した。また1964年にW.D.ハミルトンによって血縁選択説が提唱された。それによって、群選択説の例とされた利他的行動の多くは個体自身や遺伝子自身の利益という視点から説明可能であることが判明した。血縁選択説はその後社会生物学として発展し、1970年代の社会生物学論争を経て次第に広く支持されるようになり、自然選択のメカニズム解明に貢献した。
なお、上記の例の中ではレミングの集団自殺は映画にまでなったが、映画自体はやらせであったことが分かっている。

## マルチレベル選択説
群選択が理論的に起こらないか、現実では起こりにくいだけなのかが再検討されている。「種のための行動」のような考えを支えた、古典的な群選択は基本的には起こらないと考えられている。たとえ群れ間の競争で有利になれるとしても、群れの内部での競争の方が個体に対して強く働くため、真に利他的な形質は淘汰されるからである。しかし個体の移動がほとんど無い、突然変異がほとんど起きない、個体群の絶滅が頻繁に起きるなどの非常に限られた状況下であれば、古典的な群選択も理論的には起こりうる。
また、群れとは何かが再定義されている。群れをどのように定義するかによって、同じ生物を観察しても群選択が成立したりしなかったりするためである。一般的には相互に交配する集団（地域繁殖集団）が群れと見なされる。これをデームと呼ぶ。しかし実際には交配可能な集団の内部に、より小さな集団が存在することもある。このばあい、古典的な群選択はデーム間群選択と呼ばれる。これは上述したように限られた状態でしか起こらないと考えられている。デーム内の小集団の間で起きるデーム内群選択は血縁選択と同じものだと考えられている。

### マルチレベル選択
哲学者エリオット・ソーバーと生物学者デイビッド・スローン・ウィルソンは群選択説を再評価し、それを拡張したマルチレベル選択説（多レベル淘汰）を提唱した。彼らはある形質に注目したとき、その形質が影響を及ぼす個体群を形質集団（Trait Groups）と定義した。たとえばビーバーで言えば一つのダム湖に住むビーバーはダムを造るという形質の影響を受けているため、みな一つの形質集団に属する。その中にはダムを造らない個体が含まれていても構わない。子育てという形質に注目すれば、ビーバーの家族一つ一つが異なった形質集団に属することになる。そしてこの形質集団を自然選択を受ける単位と見なし、そこに起きる選択を形質集団選択と呼んでいる。形質集団は地域個体群全てを含む場合もあるし、家族などの小集団の場合もある。一つの個体が複数の形質集団に含まれていると考えられる。つまり、形質集団選択によれば、自然選択は遺伝子や個体だけでなく、家族のような集団といった様々なレベルで働いていると解釈できる。彼らによれば血縁選択集団や互恵的利他行動を行う集団は形質集団であり、マルチレベル選択の一種に過ぎない。
しかし形質集団が大きければ内部からの転覆に弱いというG・ウィリアムスの指摘は有効である。形質集団は規模が小さければ小さいほど選択に残りやすくなる。最終的には実際に働く形質集団選択は血縁選択と同義であり、ウィルソンらもそれを認めている。個体選択説や遺伝子選択説（血縁選択説もこの一つ）が、選択が様々なレベルに起こることを考慮していないわけではない。R.ドーキンスは群選択という語を再び用いるのは混乱の元でしかないと批判している。一方でE.O.ウィルソンやキム・ステレルニーのように一つの現象を複数の視点から解釈することは進化の理解をより深めると擁護する研究者もいる。この議論は現在でも継続中であり、主に生物哲学のトピックとなっている。

## 人間における群選択
ジャレド・ダイアモンドは宗教や社会規範に縛られる人間の間ではナイーブな群選択が起きうるかも知れないと考えた。また二重相続理論では文化的群選択を考慮する。人間社会で見られる自己犠牲的な行動（例えば寄付行為）の進化に関する理論には社会選択や間接互恵性と言った非群選択的な理論がある。

## 群選択説への批判
古典的な群選択が成り立たない理由は次のように説明できる。利他的な（例えば餓えを避けるために繁殖を控える）個体で構成される集団に利他的でない（繁殖を控えない）個体が変異や移住によって誕生すると、その個体は他の利他的な個体より高い適応度を持つ。より多くの子を残し、利他的でない性質は遺伝によって集団中に広まる。個体の生死よりも集団の形成と絶滅は遅いために、利他的な集団は存続しない。種や群れのためと解された生物の行動はほぼ全て血縁選択と互恵的利他主義の理論によってより良く理解されることが分かっている。
ロバート・トリヴァースは次のように簡潔にまとめている。
- 群選択で説明しなければならないような自然現象はない
- 大量絶滅を防ぐような動物の個体数調節は、密度依存による自然選択の結果である
- 繁殖成功度に関するデータは、動物がその時可能な限り急速に増加し、将来飢えるかどうかとは関係のないことを示している。
- 群選択説は、各個体が集団に縛られ、過剰繁殖の結果苦しむことになっても他の地域へは分散しない不自然な状況を前提としている。

また種の利益論法や群選択説が受け入れられた理由を次のように推測している。
- 利他的な形質や行動を説明する手段がなかったこと
- もっぱら非社会的な形質について研究されていたため、種の利益と個体の利益が相反するとは想定されていなかったこと
- 自然選択を人間の社会に適用するやり方が、人々を恐れさせて種の利益という考えに向かわせたこと

互恵的利他集団（相互に利他行動を行い、利他行動を行わない裏切り者は罰によって排除する集団）は一見、群選択の実例に見える。しかしこのような集団でも自分自身の利益を損ねて他者に奉仕する自己犠牲的な行為は進化しない。

### 至近因と究極因の混同
種の保存論法はしばしば至近要因と究極要因の混同を伴う。至近要因とは動物の行動の動機となる心理/生理的メカニズムであり、究極要因とはその心理/生理的メカニズムを形作った進化上の原因のことである。
混同の典型例は交尾（性交）である。性交は性欲や子供を持ちたいという至近要因によって引き起こされる。その結果、繁殖（個体の存続）が起きる。性欲を持たない個体は繁殖せず、そのような性質は広まらない。これがなぜ性欲が存在するのかという究極要因である。「種の保存のため」は至近要因（性欲）とも究極要因（繁殖）とも関係がない。表面的に「種の保存のために繁殖しているかのように見える」だけである。